# Georges Ambourouet
Georges Ambourouet (ur. 1 maja 1986 w Libreville) – gaboński piłkarz grający na pozycji lewego obrońcy.

## Kariera klubowa
Karierę piłkarską Ambourouet rozpoczął w klubie USM Libreville. W 2001 roku zadebiutował w jego barwach w pierwszej lidze gabońskiej. W 2002 roku wywalczył z USM Libreville mistrzostwo Gabonu oraz wygrał z nim Coupe du Gabon Interclubs.
W 2004 roku Ambourouet przeszedł do francuskiego CS Sedan. W Ligue 2 zadebiutował 6 marca 2004 w wygranym 4:0 domowym spotkaniu z US Créteil-Lusitanos. W Sedan grał do końca sezonu 2005/2006.
W 2006 roku Ambourouet wrócił do Gabonu i został zawodnikiem Delty Téléstar Libreville. W 2008 roku odszedł do Makedoniji Skopje. W 2009 roku wywalczył z nią mistrzostwo Macedonii. W 2010 roku został piłkarzem rumuńskiego klubu Ceahlăul Piatra Neamț.
W sezonie 2010/2011 Ambourouet grał w Dinamie Tirana. W sezonie 2011/2012 występował w gabońskim Missile FC, a następnie w Flamurtari Wlora. Latem 2012 został piłkarzem Olympique Khouribga. W sezonie 2013/2014 grał w CF Mounana, a w 2015 przeszedł do Akanda FC. W 2016 trafił do Lozo Sport FC.
| Sezon   | Klub                      | Kraj               | Rozgrywki            | Mecze | Bramki |
| ------- | ------------------------- | ------------------ | -------------------- | ----- | ------ |
| 2001    | USM Libreville            | Gabon              | Championnat National | ?     | ?      |
| 2002    | USM Libreville            | Gabon              | Championnat National | ?     | ?      |
| 2003    | USM Libreville            | Gabon              | Championnat National | ?     | ?      |
| 2003/04 | CS Sedan                  | Francja            | Ligue 2              | 8     | 1      |
| 2004/05 | CS Sedan                  | Francja            | Ligue 2              | 14    | 0      |
| 2005/06 | CS Sedan                  | Francja            | Ligue 2              | 4     | 0      |
| 2006/07 | Delta Téléstar Libreville | Gabon              | Championnat National | ?     | ?      |
| 2007/08 | Delta Téléstar Libreville | Gabon              | Championnat National | ?     | ?      |
| 2008/09 | Makedonija Skopje         | Macedonia Północna | Prva Liga            | 23    | 0      |
| 2009/10 | Makedonija Skopje         | Macedonia Północna | Prva Liga            | 5     | 0      |
| 2009/10 | Ceahlăul Piatra Neamț     | Rumunia            | Liga I               | 8     | 0      |
| 2010/11 | Dinamo Tirana             | Albania            | Kategoria Superiore  | 24    | 0      |
| 2011/12 | Missile FC                | Gabon              | Championnat National | ?     | ?      |
| 2011/12 | Flamurtari Wlora          | Albania            | Kategoria Superiore  | ?     | ?      |
| 2012/13 | Olympique Khouribga       | Maroko             | GNF 1                | 5     | 1      |
| 2013/14 | CF Mounana                | Gabon              | Championnat National | ?     | ?      |
| 2015    | Akanda FC                 | Gabon              | Championnat National | ?     | ?      |
| 2015/16 | Akanda FC                 | Gabon              | Championnat National | ?     | ?      |
| 2016/17 | Lozo Sport FC             | Gabon              | Championnat National | ?     | ?      |
| 2018    | Lozo Sport FC             | Gabon              | Championnat National |       |        |

## Kariera reprezentacyjna
W reprezentacji Gabonu Ambourouet zadebiutował w 2003 roku. W 2010 roku został powołany przez selekcjonera Alaina Giresse'a do kadry na Puchar Narodów Afryki 2010.